# Шниттер, Иосиф
Иосиф (Йозеф) Шниттер (болг. Йосиф Шнитер, нем. Josef Schnitter; 1852—1914) — болгарский архитектор и геодезист чешского происхождения.

## Биография
Родился 16 октября 1852 года в городке Нови-Биджов Австрийской империи, ныне Краловеградецкий край Чехии.
Окончил строительный факультет Технического университета в Вене, затем переехал в Российскую империю, где принял православную веру. Во время Русско-турецкой войны 1877—1878 годов приехал в Болгарию, оказывал помощь Русской императорской армии в качестве инженера, строя понтонные мосты для форсировании Дуная и фортификационные сооружения для осады Плевны. В бою был ранен. В качестве признания вклада в успех операции, закончившейся капитуляцией турецкой армии, получил наградное оружие — саблю от командовавшего осадой русского генерала Эдуарда Тотлебена.
После войны Шниттер поселился в Пловдиве, стал в 1886 году городским инженером, а затем архитектором, оставаясь на этом посту до конца своей жизни. Был архитектором первого генерального плана Пловдива, разработанного кметом (градоначальником) Пловдива Христо Дановым.
Умер 26 апреля 1914 года в Пловдиве, после простуды, полученной при аварийном ремонте муниципального водопровода. Похоронен на центральном кладбище города. Его внучка — Мария Шниттер, является руководителем факультета философии и истории Пловдивского университета.

## Память
- Решением Муниципального совета Пловдива от 09.11.2006 года за выдающиеся заслуги в развитии города Шниттеру посмертно было присвоено звание «Почетный гражданин города».
- В Пловдиве ему установлен памятник[4] и названа одна из улиц.

## Труды
Иосиф Шниттер внёс большой вклад в формирование современного облика Пловдива, второго по величине города в Болгарии, будучи архитектором первого генерального плана города. Среди его работ имеются общественные и торговые здания, десятки частных домов, а также церквей, среди которых самой известной является Церковь Святой Богородицы — кафедральный храм Пловдивской епархии.

Некоторые работы в Пловдиве
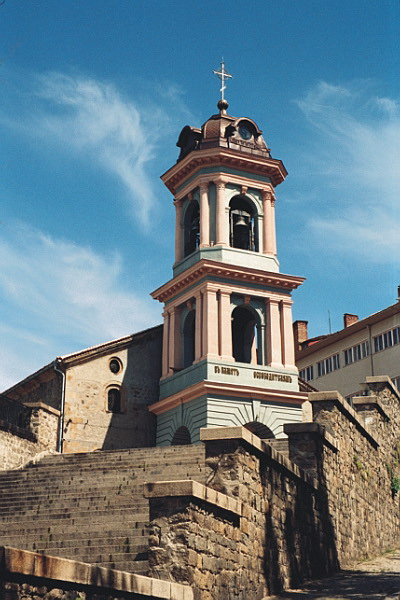
Церковь Святой Богородицы
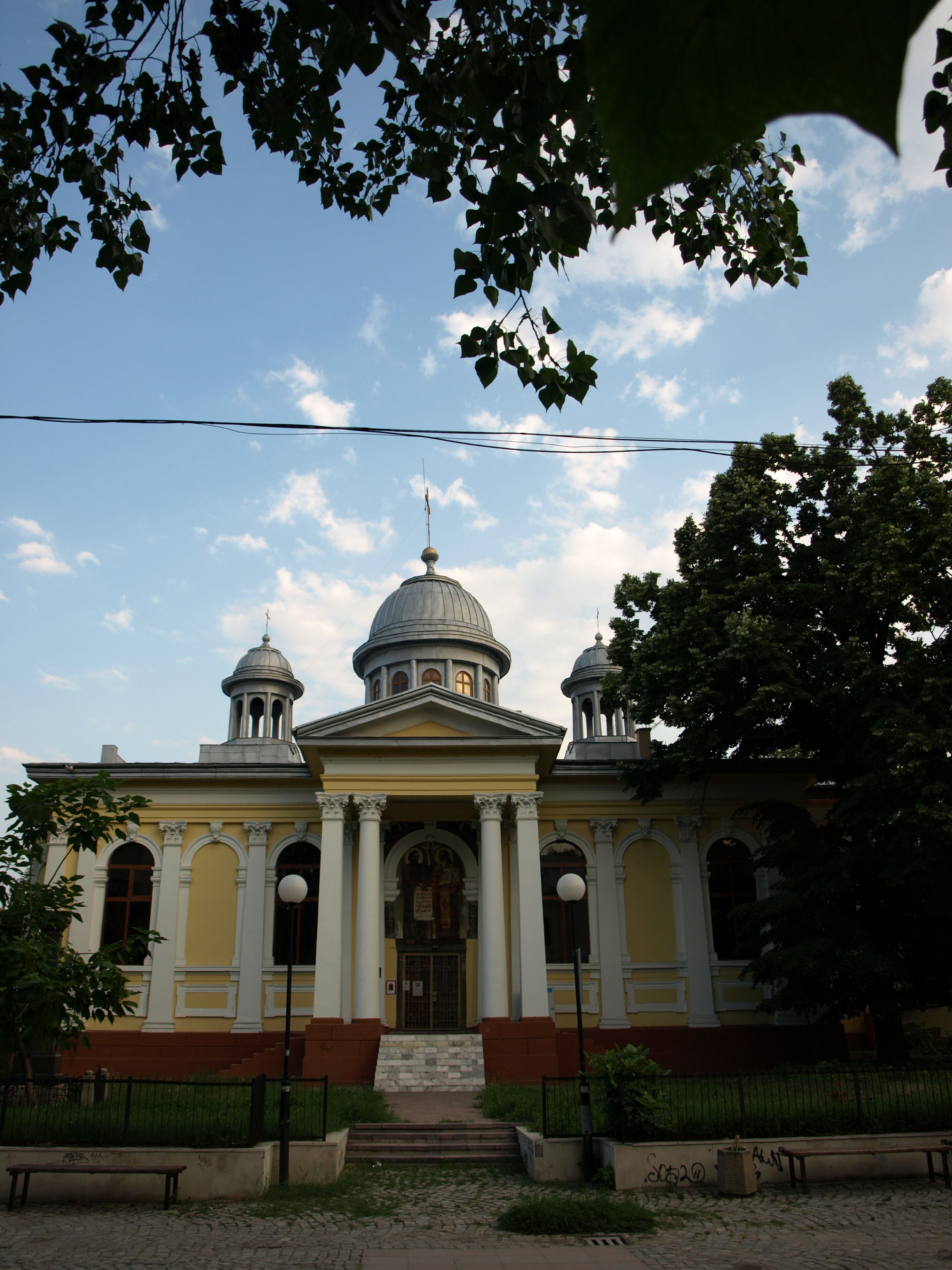
Церковь Кирилла и Мефодия
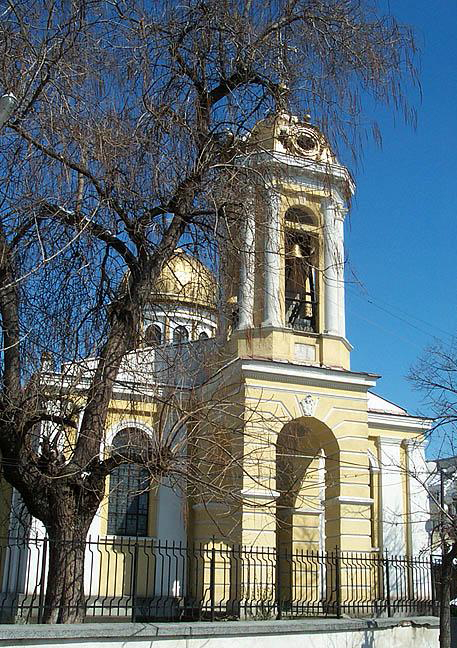
Церковь Святого Геооргия
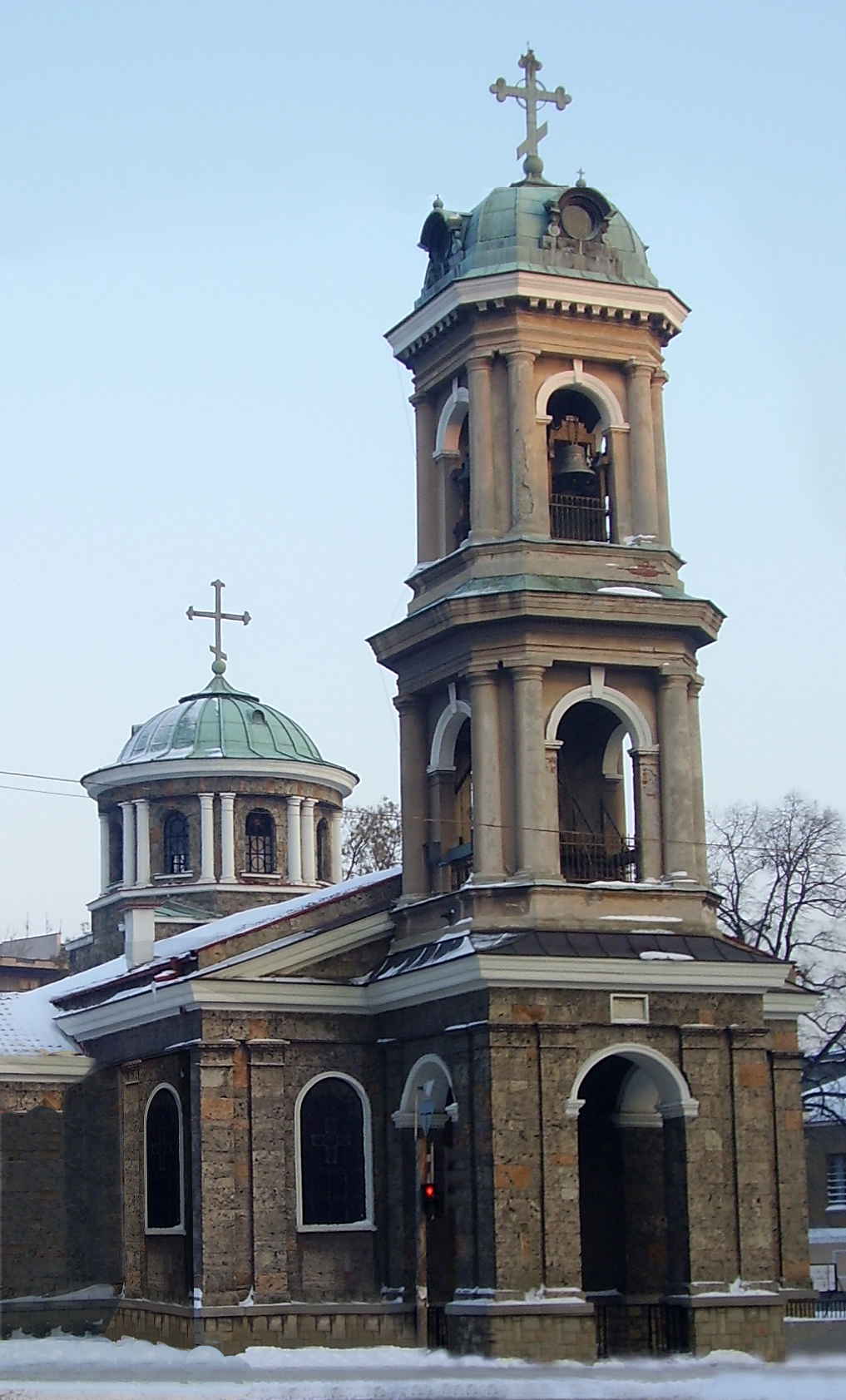
Церковь Святого Петра